# Prionailurus viverrinus
El gato pescador (Prionailurus viverrinus) es una especie de gato salvaje de tamaño mediano. Es un mamífero carnívoro de la familia Felidae que es nativo del Sur y Sureste de Asia y es ampliamente distribuido. Se le encuentra desde Bali hasta la India y desde Java en Indonesia, hasta Indochina. Existen dos subespecies. A veces se le clasifica dentro del género Felis.
Tiene un pelaje de color gris amarillento profundo con líneas y manchas negras. Los adultos tienen una longitud de cabeza y cuerpo de 57 a 78 cm, con una cola de 20 a 30 cm de largo. Los machos son más grandes que las hembras, pesando entre 8 a 17 kg, mientras que las hembras promedian entre 5 a 9 kg. 
Este gato salvaje, vive mayormente en las cercanías de humedales, a lo largo de ríos, arroyos, en meandros que se convierten en lagos, en pantanos y manglares donde caza principalmente peces. Otros elementos de presa incluyen aves, insectos, pequeños roedores, moluscos, reptiles, incluyendo serpientes, anfibios y carroña de ganado. Se cree que el gato pescador es principalmente nocturno. Es un excelente nadador, puesto que puede nadar largas distancias, incluso bajo el agua.
El gato pescador ha sido catalogado como una especie vulnerable en la Lista Roja de la UICN desde 2016, ya que se cree que la población global ha disminuido aproximadamente un 30% en las últimas tres generaciones de gatos pescadores durante el período 2010 al 2015. La destrucción de humedales y su caza ilegal por parte de cazadores furtivos locales, son sus principales amenazas en todo su hábitat.

## Características
Su piel tiene un color oliváceo gris y manchas oscuras más o menos dispuestas en rayas longitudinales. Su cuerpo es largo y robusto, aunque sus medidas dependen del lugar en el que resida. Ya que, mientras en India mide 80 cm, y 30 cm de cola, en Indonesia, es sólo de 65 cm y 25 cm. Individuos indios por lo general pesan hasta 11,7 kilogramos, mientras en Indonesia el peso es de unos 6 kilogramos. Son achaparrados con patas cortas, y una cola corta y musculosa de mitad a un tercio de la longitud de cuerpo. Las hembras son más pequeñas que los machos.

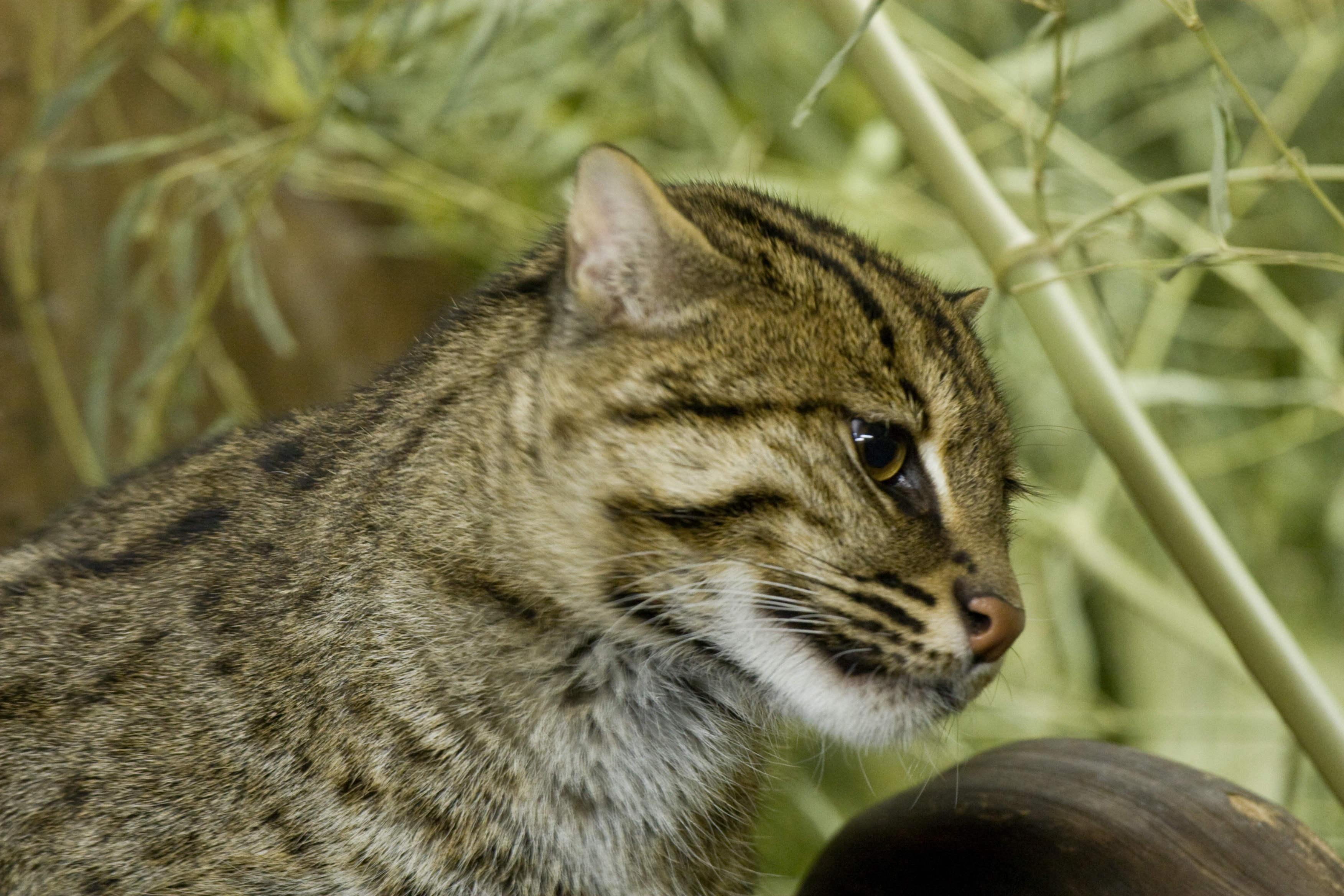
Gato pescador en el Jardín botánico y zoo de Cincinnati

## Hábitat
Como su pariente más cercano, el gato leopardo (P. bengalensis), el gato pescador vive en ríos, arroyos y manglares y pantanos. Quizás está mejor adaptado a este hábitat, ya que nada a menudo y hábilmente.

## Alimentación
Como el nombre indica, los peces son sus principales presas, de los cuales caza unas 10 especies diferentes. También caza otros animales acuáticos como ranas o cangrejos, y animales terrestres como roedores y pájaros. Su actividad es predominantemente nocturna.

## Estado de conservación y amenazas
Este animal está clasificado como En Peligro (EN) en la Lista Roja de la UICN. Por lo que su riesgo de extinción en su hábitat natural es alto. Es víctima de la caza furtiva de forma ocasional, pero su mayor riesgo es la destrucción de su hábitat natural.